# Aigle de fer 4
Série Aigle de fer
Aigle de fer 3
Pour plus de détails, voir Fiche technique et Distribution.
Aigle de fer 4 (Iron Eagle on the Attack) est un film d'action israélo-canado-américain réalisé par Sidney J. Furie, sorti en 1995.

## Distribution
- Louis Gossett Jr. as Brigadier General Charles "Chappy" Sinclair (Ret.)
- Jason Cadieux as Captain Doug "Thumper" Masters (Ret.)
- Al Waxman as Major General Brad Kettle
- Joanne Vannicola as Wheeler
- Chas Lawther as Colonel Birkett
- Marilyn Lightstone as Dr. Francis Gully
- Victoria Snow as Amanda Kirke
- Dean McDermott as Major Miles Pierce
- Aidan Devine as Corporal Fincher
- Jeff Pustil as Airman Cameron
- Max Piersig as Peter Kane
- Karen Gayle as Dana Osborne
- Ross Hull as Malcolm Porter
- Rachel Blanchard as Kitty Shaw
- Dominic Zamprogna as Rudy Marlowe
- Sean McCann as Wilcox
- Jason Blicker as Sergeant Osgood
- J.D. Nicholsen as Luther Penrose
- Matt Cooke as Captain McQuade
- Ron Lea as Snyder

## SagaAigle de fer
| Année | Titre            | Réalisateur(s)  |
| ----- | ---------------- | --------------- |
| 1986  | Aigle de fer     | Sidney J. Furie |
| 1988  | L'Aigle de fer 2 | Sidney J. Furie |
| 1992  | Aigle de fer 3   | John Glen       |
| 1995  | Aigle de fer 4   | Sidney J. Furie |